# پریتیوی
پریتیوی (انگلیسی: Prithvi) (به سانسکریت: पृथ्वी) «پرتهوی» و هم‌چنین: به فارسی دری «پری»)، در آیین هندو، نام زمین است که به‌صورت ترکیبی «پریتیوی تاتوا» (Prithivi Tattwa)، به‌مفهوم «مادرِ خدایان» یا «خدای مادر» می‌باشد. این الهه مادر، «دهرا» (Dhra)، «دهریهری» (Dhrithri) یا «دهراتی» (Dharti) نیز گفته می‌شود که به‌معنای «نگهدارندهٔ همه چیز» است. از او، به‌عنوان «مادر زمین» (Prithvi Mata) نیز یاد می‌شود، که همسر «دیوس» (پدر آسمانی)، یکی از کهن‌ترین خدایان هندواروپایی‌ست و این الهه مادر، دومین خدای این برتر قوم می‌باشد که با «دیوس» جفت جدایی‌ناپذیر «آسمان-زمین» (Dyavaprthivi) را تشکیل می‌داده‌اند.
در اندونزی، «پریتیوی» یک شخصیت ملی است که تا هنوز او را به‌عنوان «اَبِیو پریتیوی» (Ibu Pertiwi = مادر زمین) می‌شناسند.